# BR-267
La BR-267 es una carretera brasileña que atraviesa los estados de Minas Gerais, São Paulo y Mato Grosso do Sul. Su recorrido se inicia en la ciudad de Leopoldina, Minas Gerais y termina en la ciudad de Porto Murtinho, Mato Grosso do Sul, en la frontera con Paraguay.
La BR-267 posee extensión total de 1922 km, siendo 533 en Minas Gerais, 706 en São Paulo y 683 en Mato Grosso do Sul. En Minas Gerais, en el tramo entre Juiz de Fora y Campanha, es denominada Carretera Vital Brazil.
La BR-267 atraviesa importantes municipios como Juiz de Fora, Caxambu y Poços de Caldas en Minas Gerais; São Carlos, Araraquara, Lins, Osvaldo Cruz, Presidente Venceslau y Presidente Epitácio en São Paulo y  Bonito, en Mato Grosso do Sul.
En límite entre  los estados de São Paulo y Mato Grosso do Sul, la BR-267 cruza el río Paraná a través del puente Maurício Joppert.

## Galería

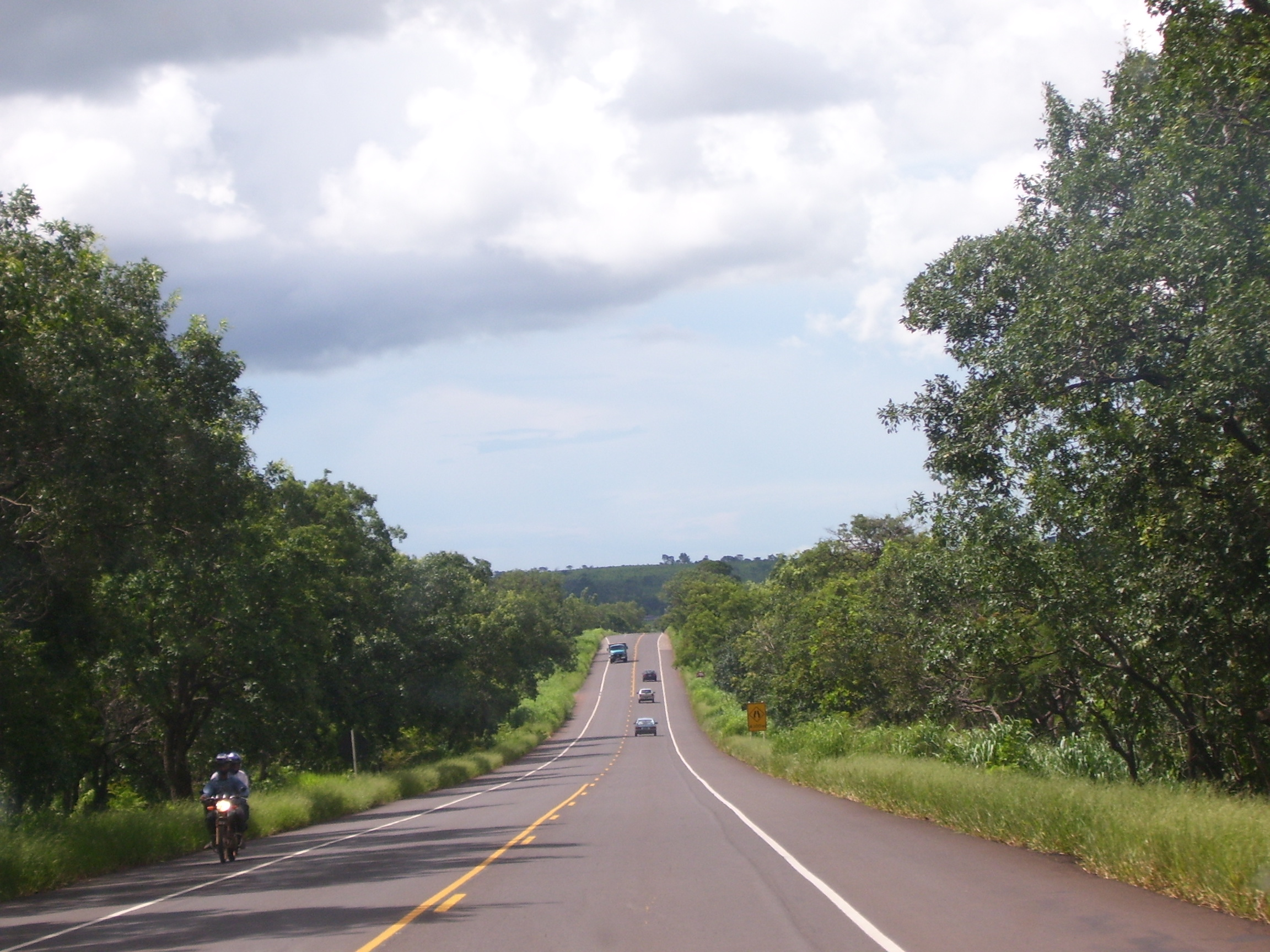
BR-267 entre Bataguassu y Campo Grande.
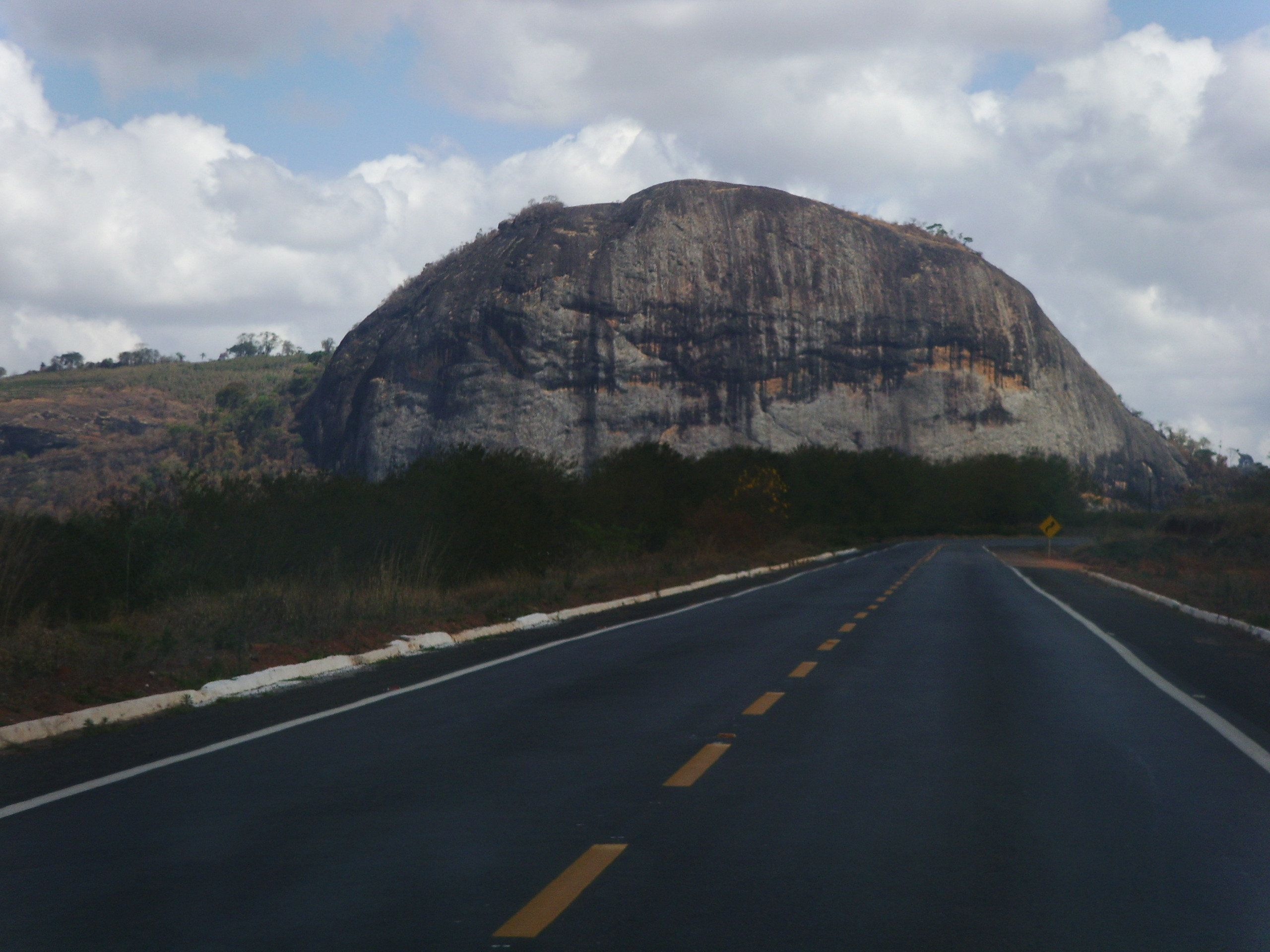
BR-267 en Campestre, Minas Gerais
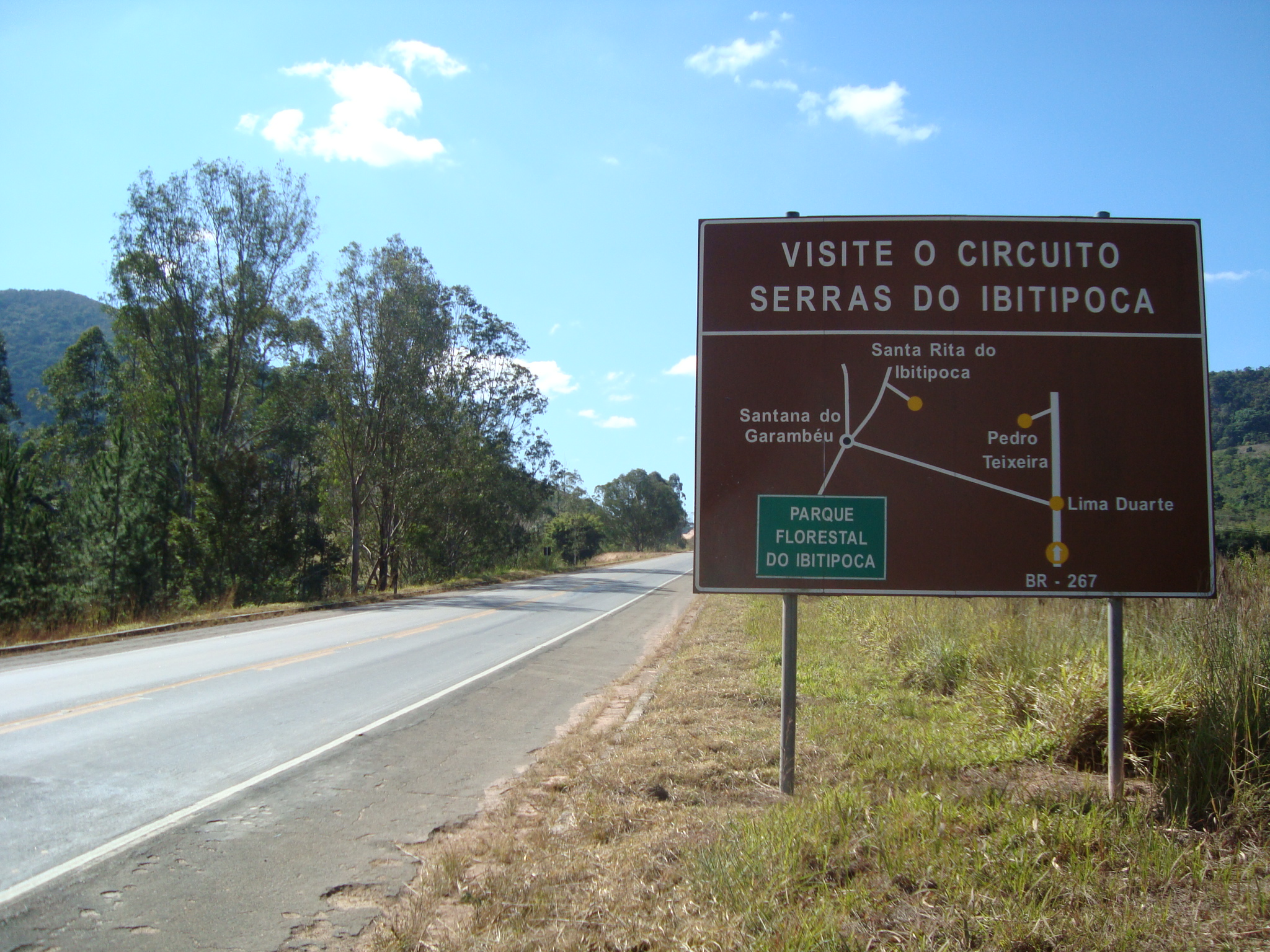
BR-267 en Olaria, Minas Gerais
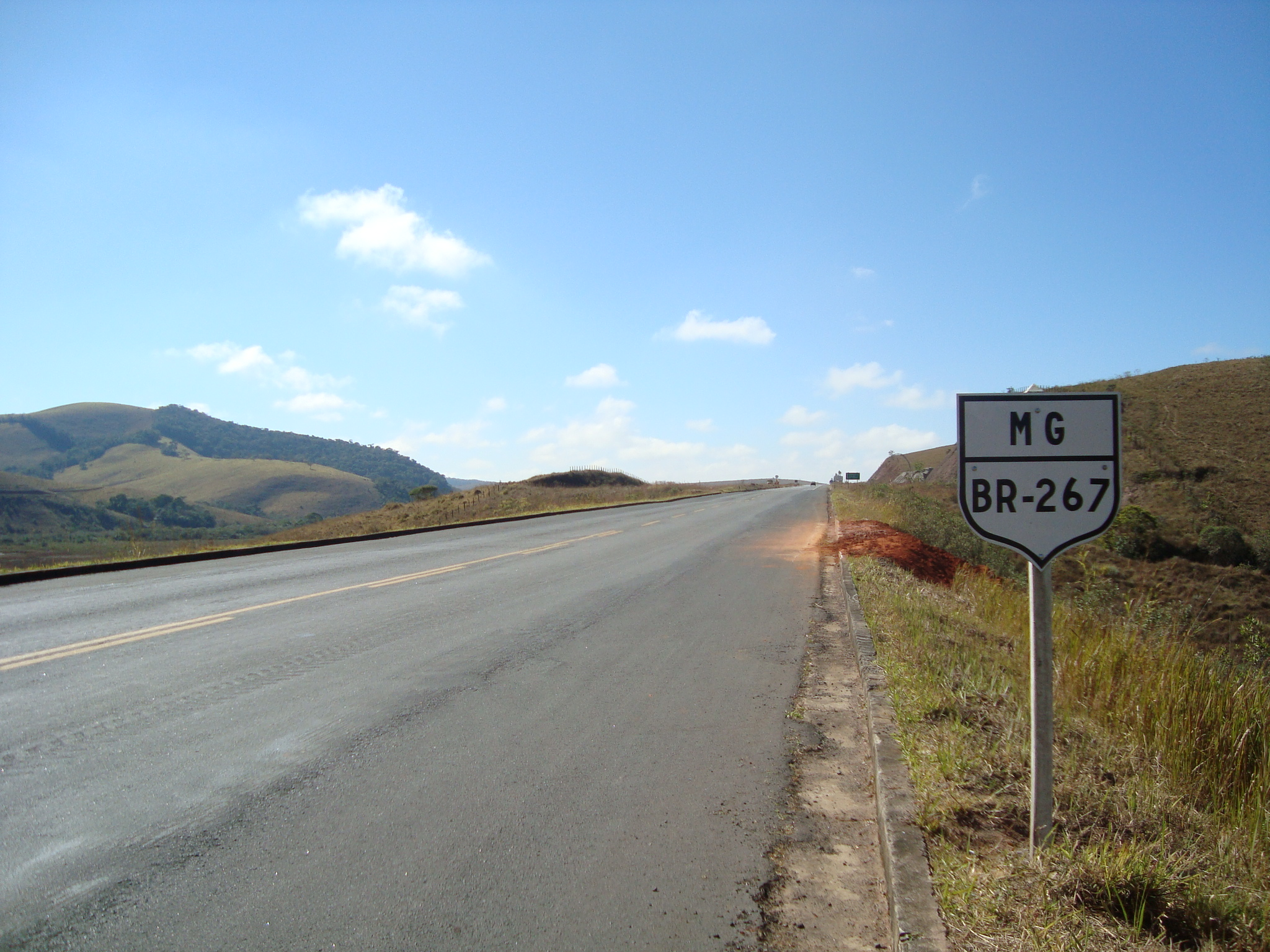
BR-267 en Aiuruoca, Minas Gerais